# ماکروبیوس
ماکروبیوس (انگلیسی: Macrobius; ۱ ژانویهٔ ۰۳۷۰ – ۱ ژانویهٔ ۰۴۳۰) فیلسوف، نویسنده، و شاعر اهل روم باستان بود.